# سيلفيا أوبراين
سيلفيا أوبراين (بالإنجليزية: Sylvia O'Brien)‏ هي ممثلة أمريكية، ولدت في 4 مايو 1924 في نيويورك في الولايات المتحدة، وتوفيت في 10 مايو 2006.

## وصلات خارجية
- سيلفيا أوبراين على موقع IMDb (الإنجليزية)
- سيلفيا أوبراين على موقع ميوزك برينز (الإنجليزية)
- سيلفيا أوبراين على موقع قاعدة بيانات برودواي على الإنترنت (الإنجليزية)